# Sikandar Lodi
Der als Nizam Khan geborene Sikandar Lodi († 21. November 1517) regierte das islamische Sultanat von Delhi von 1489 bis zu seinem Tod.

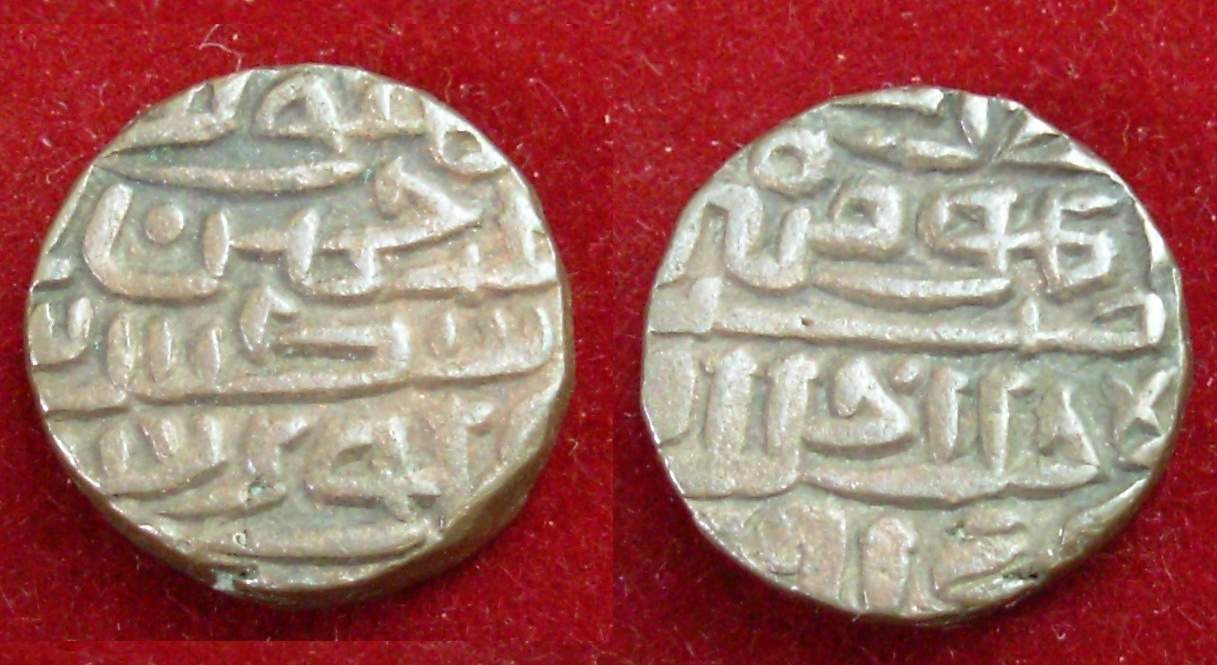
Silbermünze Sikandar Lodis

## Biographie
Sikandar Lodi war der Sohn von Bahlul Lodi und Bibi Ambha, der Tochter eines Hindu-Goldschmieds aus dem Punjab. Über seine Jugend ist nichts bekannt. Nach dem Tod seines Vaters erbte er – und nicht sein älterer Bruder Barbak Schah, der von den Noblen des Reiches favorisiert wurde – die Nachfolge, was zu Unstimmigkeiten führte, die jedoch beigelegt werden konnten, denn sein Bruder erhielt die Herrschaft über das ehemals unabhängige Sultanat von Jaunpur.
Sikandar Lodi erwies sich als fähiger Herrscher und dehnte das Herrschaftsgebiet der Lodi-Dynastie bis nach Bihar im Osten und Gwalior im Süden aus. Das mächtige Fort von Gwalior konnte er jedoch in fünf Versuchen nicht einnehmen – der Maharaja Mansingh leistete jedes Mal erbitterten Widerstand. Er kontrollierte auch Teile von Bengalen und zeitweise auch von Afghanistan. Um das Jahr 1500 gründete er ca. 70 km südöstlich von Delhi die Stadt Sikandrabad und baute die Stadt in der Folgezeit zur zweiten Hauptstadt seines Reiches aus.
In religiöser Hinsicht war er – trotz seiner Hindu-Abstammung mütterlicherseits – eher intolerant. Es ist überliefert, dass er einen Sadhu mit Namen Bodhan lebendig verbrennen ließ, weil dieser gesagt hatte, dass die Lehren des Islam und des Hinduismus vor Gott gleich seien, wenn sie ernsthaft befolgt würden. Auch ließ er eine Vielzahl von Hindu-Tempeln zerstören und errichtete an ihrer Stelle Moscheen; außerdem verbot er die hinduistischen Reinigungszeremonien.

## Nachwirkungen
Sikandar Lodi starb am 21. November 1517 in der Schlacht von Panipat und wurde in einem – von einem festungsartigen Mauergeviert umgebenen – Mausoleum in den sogenannten Lodi-Gärten in Delhi bestattet. Sein ältester Sohn Ibrahim Lodi (reg. 1517–1526) wurde sein Nachfolger; er verlor sein Reich jedoch binnen kurzer Zeit an das neuentstandene Mogulreich.

## Mausoleum Sikandar Lodis

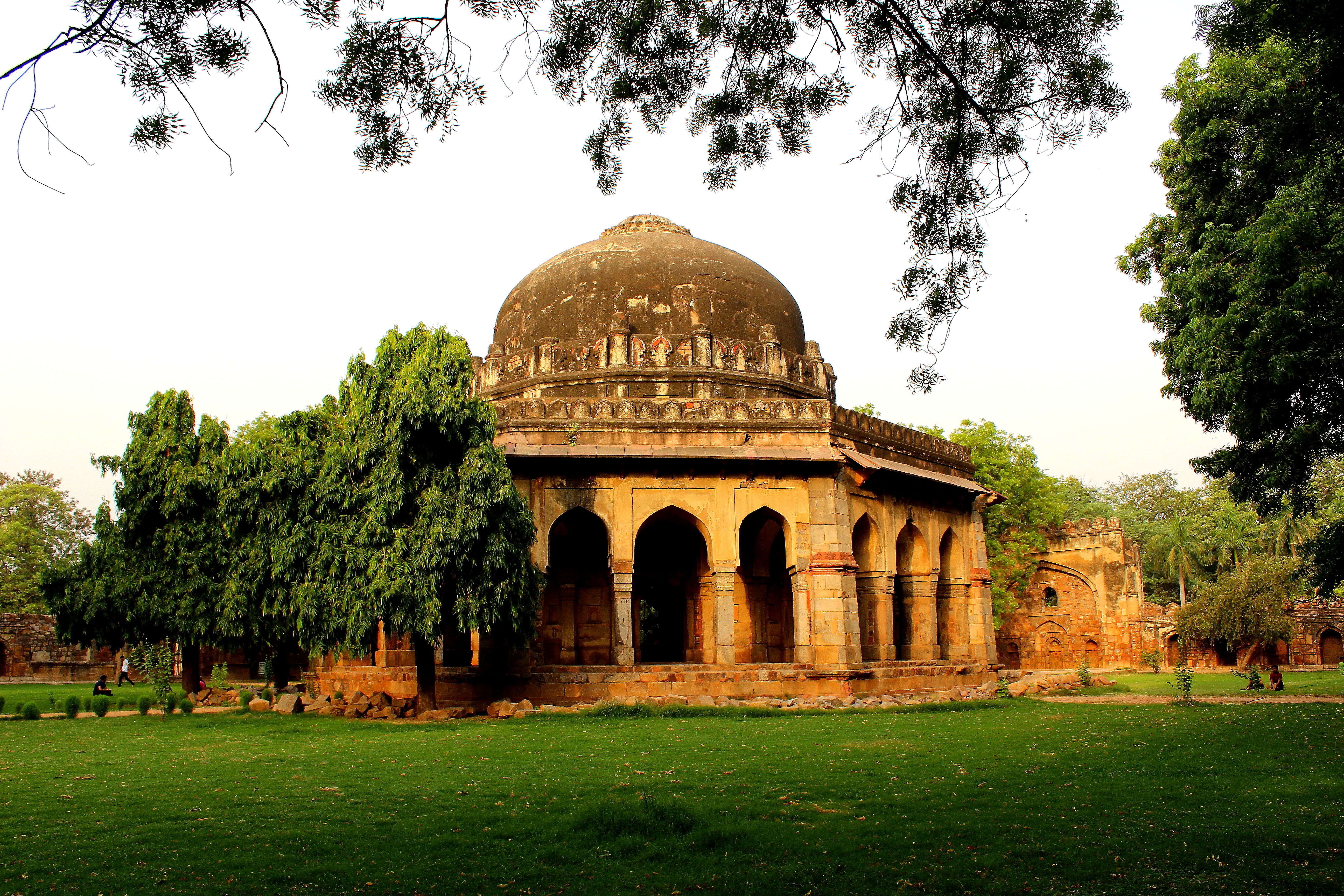
Oktogonales Mausoleum Sikandar Lodis ohne Chhatris

Das Mausoleum Sikandar Lodis in den Lodi-Gärten (Delhi) ist ein oktogonaler Kuppelbau, der nach allen acht Seiten durch dreibogige Arkaden weit geöffnet ist und sich in seiner Gesamtkonzeption ganz wesentlich am benachbarten – ebenfalls oktogonalen – Grabbau Mohammed Schahs, des dritten Herrschers der Sayyid-Dynastie orientiert. Stein- und Stuckornamente sind nur sehr zurückhaltend angebracht; die Kapitelle bestehen aus nur wenig profilierten Steinplatten mit einfachen Blatt- bzw. Zinnenornamenten. Über dem steinernen Kenotaph in der Mitte des inneren Oktogons erhebt sich eine zweischalige Kuppel, die im Äußeren durch einen verkleideten Tambour leicht erhöht ist – die Kuppel ist jedoch nicht wie bei einigen früheren Grabbauten und den nur wenig späteren Mogulgräbern gebaucht und von Chhatris umstellt. Die Spitze der Außenkuppel wird gebildet von einer stilisierten umgedrehten Lotosblüte, einem uralten Element der Hindu-Baukunst (vgl. Gop-Tempel), das in der Mogul-Architektur ebenfalls häufig erscheint.